# Tyre Extinguishers

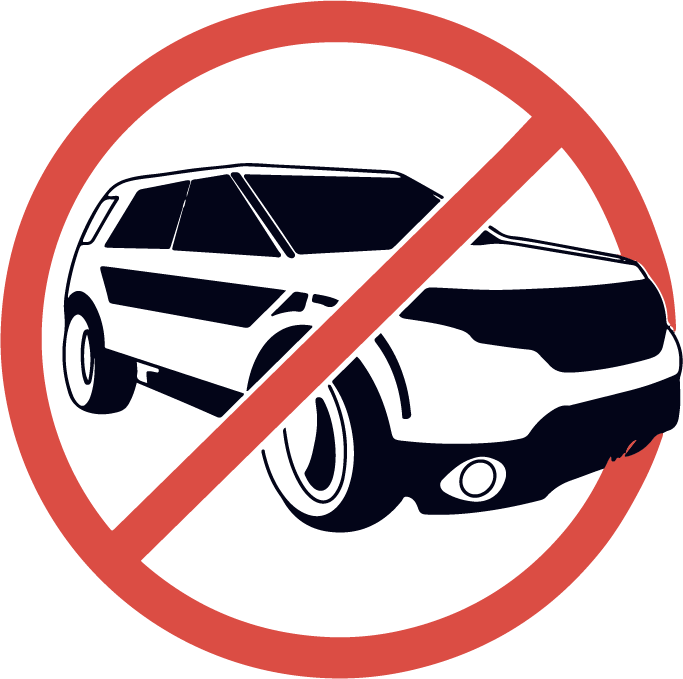
Das Logo der Tyre Extinguishers

Die Tyre Extinguishers (Deutsch etwa: „Reifenlöscher“, Anspielung auf „Fire Extinguisher“, „Feuerlöscher“) sind eine internationale Bewegung, die Taktiken des zivilen Ungehorsams verwendet, um auf die Umweltfolgen von SUVs aufmerksam zu machen. Die Aktivisten lassen dazu die Luft aus den Reifen der Fahrzeuge und informieren mit einem Bekennerschreiben an der Windschutzscheibe über ihre Beweggründe.

## Aktivitäten
Die Gruppe gibt an, zwischen dem 7. März und dem 29. November 2022 aus den Reifen von über 10.000 SUV die Luft abgelassen zu haben.
In Deutschland gab es Aktivitäten in Berlin, München, Köln, Hannover, Dortmund, Essen, Bonn, Ulm, Saarbrücken, Wuppertal, Leipzig und Aachen. 
In Österreich gab es nach eigenen Angaben Fälle in Wien und Innsbruck. 
In der Schweiz wurden Aktivitäten in Zürich, Basel und Luzern bekannt. 
Die Gruppe gibt außerdem an, unter anderem in London, Manchester, Edinburgh, Glasgow, Paris, Lyon, Turin, Amsterdam, Den Haag, Göteborg, Malmö, Oslo, New York City, Chicago, Los Angeles, Quebec City, Edmonton, Victoria, Christchurch und Wellington aktiv zu sein.
Nach eigenen Angaben gibt es ca. 100 lokale Gruppen der Tyre Extinguishers, die unabhängig voneinander agieren. Im September 2022 hat die Gruppe innerhalb einer Nacht aus über 600 SUVs in mehreren Städten die Luft abgelassen. Im November desselben Jahres wurde die Aktion wiederholt, es wurden aus den Reifen von fast 900 SUV die Luft abgelassen.
Nach eigenen Angaben schrauben die Aktivisten das Reifenventil der SUVs auf, platzieren in die Ventilkapsel eine oder zwei Linsen und schrauben das Ventil wieder zu. Die Linse drückt das Ventil auf und lässt die Luft entweichen. Damit möchten die Aktivisten trotz des Ärgers die Kosten für Privatpersonen klein halten. Rechtlich gesehen ist in der Regel von einer strafbaren Sachbeschädigung auszugehen, wenn mehr als ein Reifen betroffen ist. Die Rechtsprechung prüft, ob das Fahrzeug „mühelos wieder funktionstauglich“ gemacht werden kann, was meist der Fall ist.

## Organisation
Der Name „Tyre Extinguishers“ tauchte zuerst 2021 auf, laut Webseite begannen die Aktionen der Gruppe aber erst im März 2022. Im Jahr 2007 hatte eine schwedische Gruppe mit dem Namen „Indianer des Asphaltdschungels“ bereits dieselbe Taktik angewandt und aus 1500 SUV die Luft abgelassen. Laut eigenen Angaben schafften sie es so, dass die Verkäufe von SUV für eine kurze Zeit rückläufig waren.
Im Jahr 2009 gab es in Berlin einen Prozess gegen drei junge Männer, denen vorgeworfen wurde, aus klimapolitischer Motivation Luft aus den Reifen besonders spritschluckender Autos gelassen zu haben. Die Autos wurden bei den Aktionen nicht beschädigt. Das Verfahren wurde gegen Zahlung von jeweils 400 Euro eingestellt.
Die Gruppe wird von Oscar Berglund und Graeme Hayes von der Universität Aston als „Pop-up-Klimabewegung“ beschrieben, welche durch ihre dezentrale Struktur und den Fokus auf unabhängige Ortsgruppen charakterisiert ist. Andreas Malm, Professor an der Universität Lund, nannte die Aktionen der Gruppe „extrem friedliche und sanfte Sabotage.“

## Hintergrund
Der Soziologe Graeme Hayes verweist darauf, dass die Aktionen von z. B. Extinction Rebellion immer restriktiver strafrechtlich verfolgt und inzwischen mit Gefängnisstrafen geahndet werden. Dies führt dazu, dass sich die Klimaaktivisten neuen Protestformen zuwenden.